# Allianz für die Vereinigung der Rumänen
Die Allianz für die Vereinigung der Rumänen (rumänisch Alianța pentru Unirea Românilor, (AUR)) ist eine rechtsextreme politische Partei in Rumänien und auch in der Republik Moldau.

## Geschichte
Die AUR wurde am 1. Dezember 2019 am Tag der Großen Einheit gegründet, dem Nationalfeiertag Rumäniens zur Zelebrierung der großrumänischen Einheit. Der Parteivorsitzende George Simion kündigte an, dass die AUR im darauffolgenden Jahr sowohl bei den Kommunalwahlen als auch zur Parlamentswahl antreten würde.
Während die AUR bei den Kommunalwahlen 2020 nur geringfügige Erfolge verbuchen konnte, gelang ihr bei der Parlamentswahl 2020 der überraschende Einzug als viertstärkste Kraft in die Abgeordnetenkammer. Zuvor hatten nur wenige Umfrageinstitute Werte für die AUR im Vorfeld der Wahl ausgewiesen und einen Einzug prognostiziert.

## Wahlergebnisse in Rumänien
| Jahr | Stimmen | Anteil | Mandate  | Platz |
| ---- | ------- | ------ | -------- | ----- |
| 2020 | 535.828 | 9,1 %  | 29/330 1 | 4.    |

| Jahr | Stimmen   | Anteil | Mandate | Platz |
| ---- | --------- | ------ | ------- | ----- |
| 2024 | 1.333.921 | 14,9 % | 5/33 2  | 2.    |

## Aktivitäten in der Republik Moldau
Am 15. März 2021 erklärte der Parteivorsitzende Simion, dass die AUR ebenfalls in der Republik Moldau gegründet würde. Daraufhin wurde anlässlich des Feiertags der Vereinigung von Bessarabien und Rumänien die Gründung in Moldau vollzogen. Die AUR kündigte an, erstmals bei der vorgezogenen Parlamentswahl in der Republik Moldau 2021 antreten zu wollen. Die Partei nahm an diesen Wahlen teil, erhielt jedoch weniger als 1 % der Stimmen und konnte daher nicht ins Parlament einziehen.

### Wahlergebnisse in der Republik Moldau
| Jahr | Stimmen | Anteil | Mandate | Platz |
| ---- | ------- | ------ | ------- | ----- |
| 2021 | 7.216   | 0,5 %  | 0/101   | 10.   |

## Ausrichtung
Die AUR setzt sich in ihrem Wahlprogramm für eine Vereinigung der Republik Moldau mit Rumänien ein. Darüber hinaus stellt sie vier Säulen ihrer Wertevorstellungen auf: Familie, Heimat, Glaube und Freiheit. Sie bezeichnet sich selbst als konservative Partei.
Die Partei wird verschiedentlich als rechtspopulistisch, nationalistisch, rechtsradikal oder auch ultranationalistisch eingeordnet.
Die AUR wird aufgrund ihrer radikalen Ablehnung von Atheismus und Säkularismus auch der christlichen Rechten zugeordnet. Die Partei behauptet, dass Christen in Rumänien aufgrund ihres Glaubens verfolgt würden. Die Rhetorik der Partei richtet sich außerdem gegen Rumäniens ungarische Minderheit.